# Herb Raciborza
Herb Raciborza – jeden z symboli miasta Racibórz w postaci herbu zatwierdzony 18 grudnia 2013 uchwałą Rady Miejskiej.

## Wygląd i symbolika
Herb przedstawia w polu czerwonym z heraldycznie prawej połuorła srebrnego, z lewej połukoło wozowe z pięcioma pełnymi szprychami, dzwonami i gwoździami oraz dwiema połówkowymi szprychami i dzwonami w miejscu przepołowienia.
Pół koła może nawiązywać do niemieckiej nazwy miasta (Rad – koło), bądź do książąt piastowskich, bowiem Piast był kołodziejem, bądź pochodzi od pierwszego wójta miasta, którego koło było godłem.

## Historia
Według Augustina Weltzla herbem miasta jest przedzielona tarcza herbowa, gdzie po prawej stronie znajduje się połowa białego orła na czerwonym polu, a po lewej stronie połowa białego koła z pięcioma szprychami także na czerwonym tle. Potwierdza to herb, który znajdował się na dokumencie z 1296 r. Można wywnioskować stąd, że herb miasta został w zasadzie niezmieniony przez ponad 700 lat. Zagadką pozostaje kolorystyka herbu, bowiem na wyżej wymienionym dokumencie pieczęć z herbem była odciśnięta w laku.
Natomiast Otto Hupp pisze, że herb jest dzielony, z przodu w czerwieni pół srebrnego orła z tyłu w czerwieni pół srebrnego koła. W swoim opisie uściśla, że chodzi o orła górnośląskiego, natomiast połowa koła (po niemiecku Rad) ma wskazywać na niemieckie brzmienie miasta Ratibor. Georg Hyckel powołuje się na Huppa, jednak pisze, że orzeł jest biały, a kolor ten łączy z herbem opawskich Przemyślidów.
Antoni Polański uważa, że orzeł jest piastowski, a pół koła pochodzi od pierwszego wójta miasta, którego było godłem.
Według Niny Kracherowej Racibórz jako dziedzictwo książąt piastowskich ma w herbie pół koła, bowiem Piast był kołodziejem.
Wzór herbu obowiązujący do 1990 roku tworzyło pół białego orła z otwartym dziobem, bez korony i bez złoceń dzioba i pazurów i połowa żółtego koła z pięcioma pełnymi szczeblami + dwie połówki na czerwonym tle. Wzór ten okazał się jednak niezgodny z zasadami heraldyki w wyniku czego podjęto działania nad projektem i wprowadzeniem nowego godła. Wizerunek herbowy wprowadzony uchwałą Rady Miasta nr V/20/90 z 7 września 1990 wzorowany był na przedstawieniu z najstarszej znanej pieczęci miejskiej z 1296 roku.

## Legenda
Według legendy herb powstał w XIII w. Książę Bolesław Krzywousty dokonując podziału terytorium Polski między swych pięciu synów, postanowił każdemu z nich przekazać do herbu zaledwie połowę piastowskiego orła. Herb Raciborza bardzo długo pozostawał niepełny, posiadał tylko pół orła. Uzupełnił go dopiero Mieszko I Plątonogi, który ze względu na kalectwo nóg, zmuszony był posługiwać się specjalnie dla niego zrobionym wozem, na którym widniał piastowski znak rodowy - pół orła. Pewnego razu wybrał się książę do pobliskiej Opawy. W drodze powrotnej między Lekartowem a Wojnowicami pędzący pojazd wpadł na wielki kamień. Jedno z kół rozpadło się na dwie połowy. Jedną z nich oparto o wóz w pobliżu namalowanego na nim herbu. Siedzącemu w pobliżu księciu czekającemu na naprawę pojazdu bardzo spodobała się ta kompozycja i połówka orła z połową koła stała się herbem grodu.

Herb obowiązujący do 1990 roku.
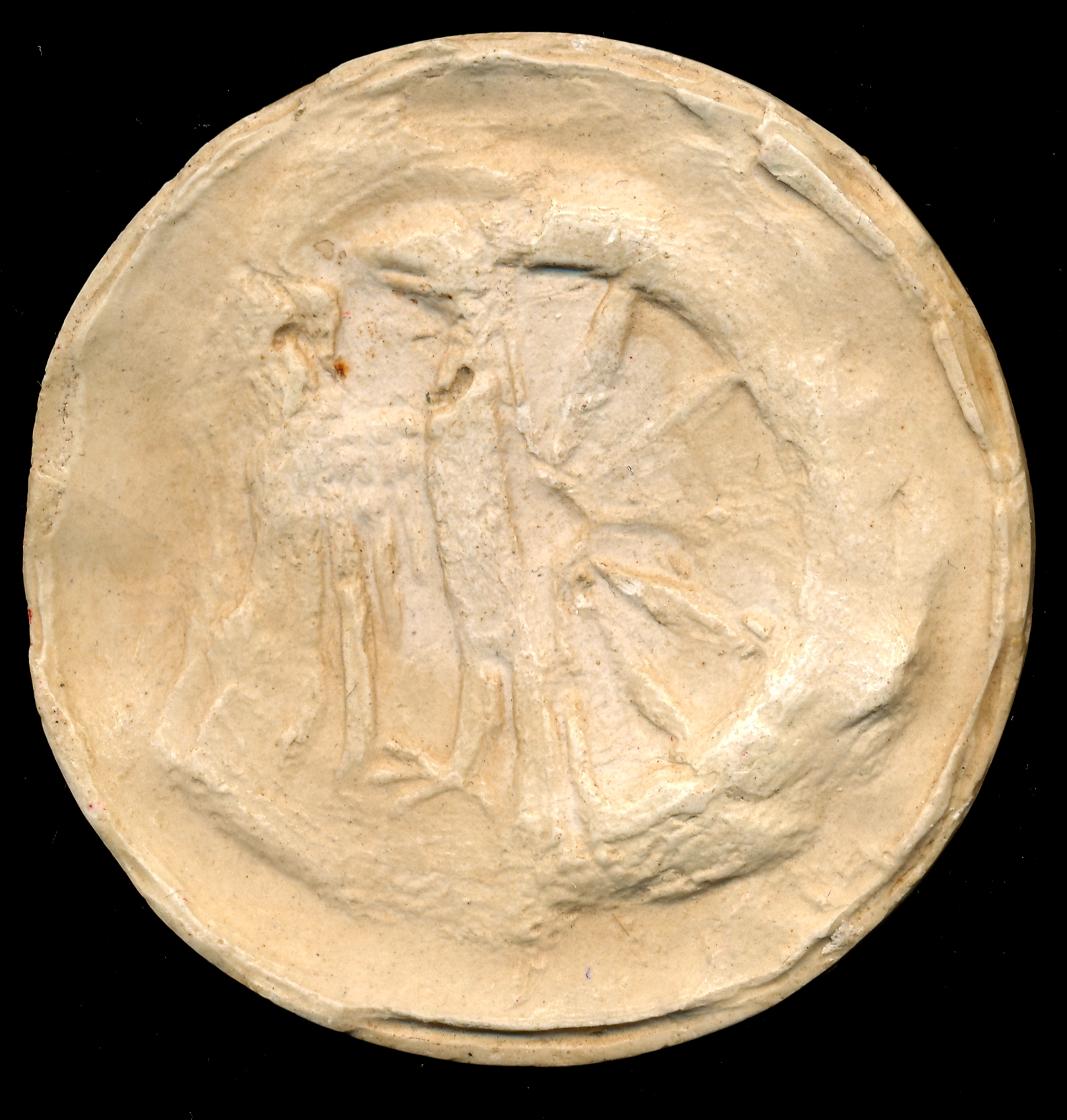
Odlew pieczęci Raciborza z 1296
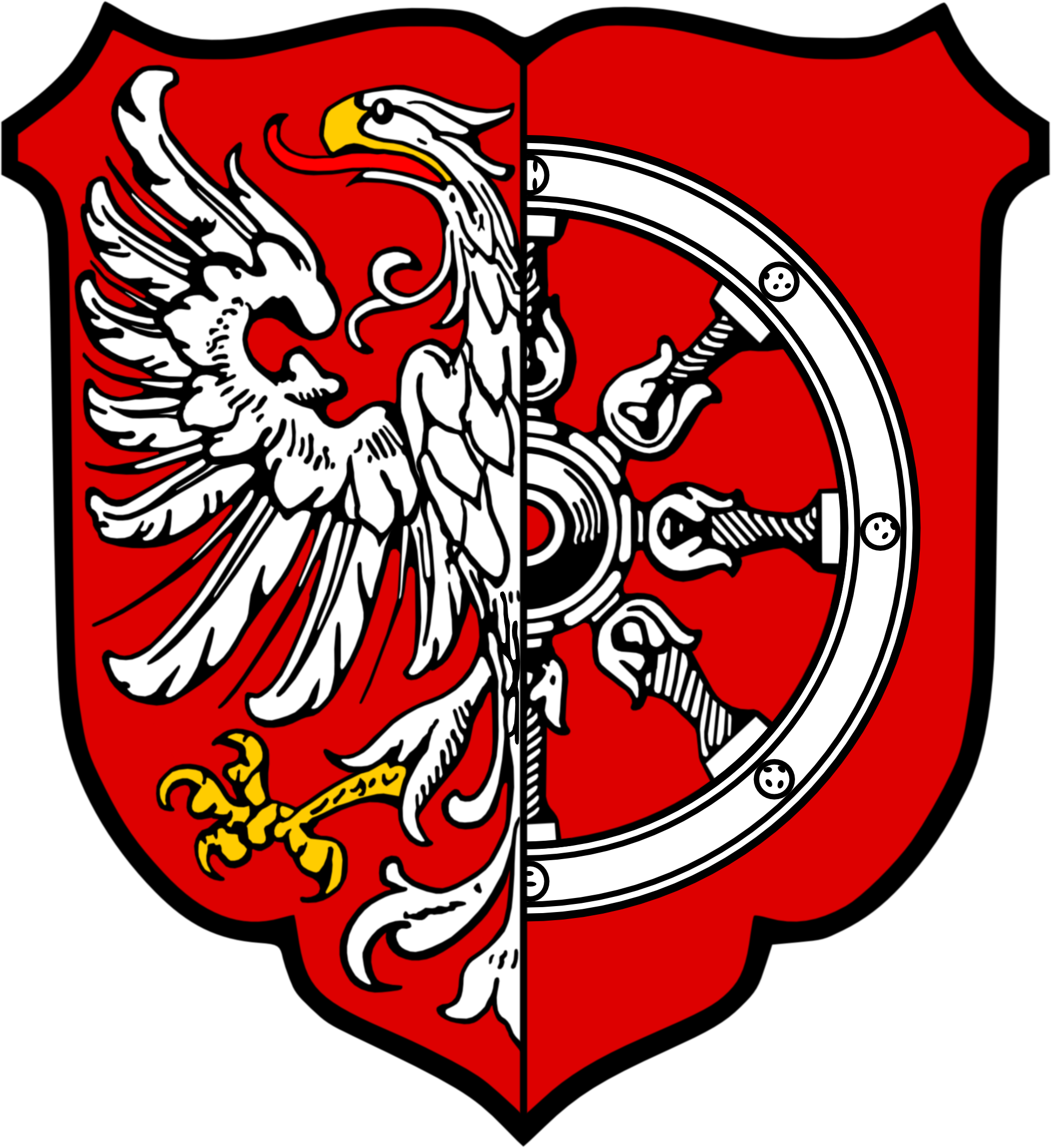
Przedwojenny herb Raciborza
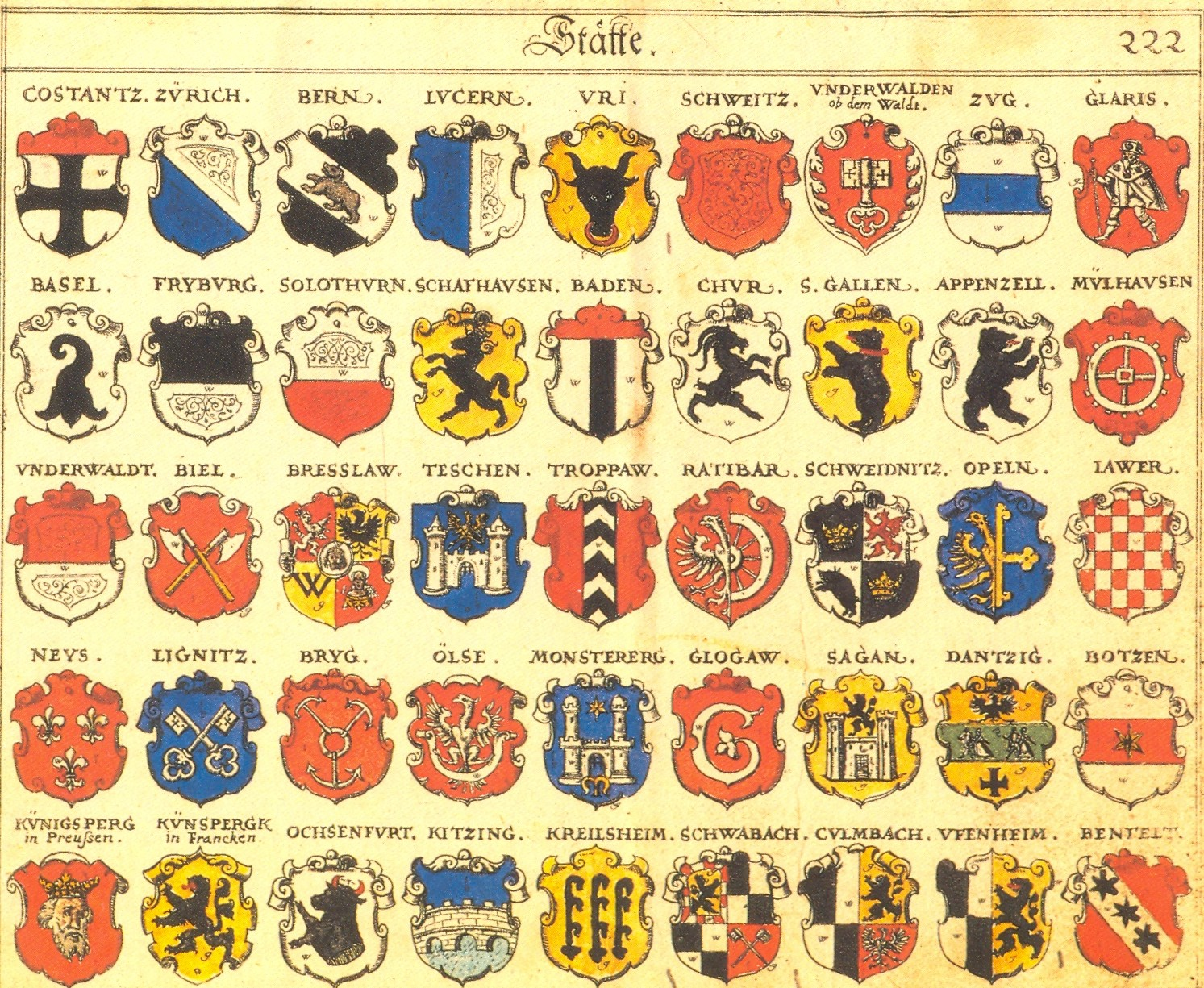
Herb Raciborza w herbarzu Johanna Siebmachera (szósty z lewej w trzecim rzędzie)